# Clipper (programmeertaal)
Clipper is een programmeertaal die veel gebruikt werd om programma's te maken onder het besturingssysteem DOS. Hoewel het algemeen gebruikt kon worden, diende het vooral voor het maken van databankprogramma's.

## Geschiedenis
Clipper werd oorspronkelijk ontworpen als een compiler voor de destijds erg populaire dBase-III-taal, waardoor programma's veel sneller werkten. De eerste versie van Clipper werd in de winter van 1985 door de firma Nantucket Corporation uitgebracht. Nantucket Corporation werd in 1992 overgenomen door Computer Associates en het product werd hernoemd naar CA-Clipper.
De broncode voor Clipper was niet helemaal hetzelfde als voor dBase-III. Dat kon in de praktijk vrij eenvoudig omzeild worden, door twee stukjes code voor allebei te maken. Zo heeft Clipper andere index-bestanden voor de databanken.
Naargelang Clipper meer volwassen werd, werden elementen uit C en Pascal toegevoegd, en ook object-oriëntatie.
In 2005 werd de Clipper-taal nog altijd actief gebruikt en uitgebreid door verschillende organisaties/verkopers, zowel gratis (GPL) in de vorm van Clip, Harbour of xHarbour, als commercieel, bijvoorbeeld Xbase++, en FlagShip. Veel van de huidige implementaties kunnen gedraaid worden op DOS, Windows, Linux, Unix en Mac OS X. Bovendien ondersteunen deze de meest gebruikte databankformaten zoals DBF, DBTNTX, DBFCDX (FoxPro en Comix), MachSix (Apollo) en SQL.
In 1994 verscheen de Windows-versie van Clipper, getiteld Visual Objects, op de markt.

## Voorbeeld in Clipper
Een eenvoudige Hello world-toepassing:
```
? 
"Hello World"

```

Een eenvoudige databankinvoer:
```
USE
 klant SHARED NEW

CLEAR

@ 1,0 SAY 
"Klantnummer"
 GET klant->nummer PICT 
"999999"
 VALID klant->nummer > 0
@ 3,0 SAY 
"Naam       "
 GET klant->naam VALID !
empty
(klant->naam)
@ 4,0 SAY 
"Adres      "
 GET klant->adres

READ

```